# Wollerau
Wollerau és un municipi del cantó de Schwyz, cap del districte de Höfe, a Suïssa. Segons dades oficials de l'Oficina Federal d'Estadística pertanyents al 2006, el terme municipal de Wollerau té una extensió de 6,3 km². La major part d'aquesta àrea és terreny agrícola (56,9%), mentre que el 13,6% està ocupada per bosc.